# アンサーズ
株式会社アンサーズ（ANS）は、かつて存在した主にテレビ番組などに関するVTR編集・テロップ・MAの業務を行うポストプロダクション。

## 所在地
- 東京都新宿区新小川町3－10　SEビル早乙女

## 所属スタッフ

### ビデオ編集担当
- 前野勝義
- 星英樹
- 定野正司
- 梶村昌彦
- 高橋欣睦
- 高橋逸人
- 草野知則
- 田中敦子
- 佐藤知子
- 井浦真由美
- 伊藤りょう
- 野中ヒロミ

### MA担当
- 石川晴樹
- 岩下順
- 渡辺和也（ナベ）
- 川村亜紀
- 奥村有里
- 南由佳里
- 小林大介

## 元所属スタッフ

### ビデオ編集担当
- 小原雅之
- 高橋雄人（現:Junesep）

### MA担当
- 石黒裕二（現:プロセンスタジオ）
- 天谷 馬直男（現:株式会社ザ・チューブ→株式会社ビーム）

## 主な番組作品

### 現在に関わっている番組
日本テレビ系
- にけつッ!!（読売テレビ制作）
- 火曜サプライズ
- ザ・狩人（読売テレビ制作）
- おカネさま

TBS系
- リンカーン
- 史上空前!! 笑いの祭典 ザ・ドリームマッチ
- 新型芸人オークション キリウリ〜お金のためならここまでやります〜
- 炎の体育会TV
- タカトシの時間ですよ!

フジテレビ系
- マジック革命!セロ!!

テレビ朝日系
- テレ朝チャンネルガイード
- 朝いち！ゴルフ

テレビ東京系
- 太一×ケンタロウ 男子ごはん
- ハライチの神アプリ＠隆盛期
- バカソウル

NHK
- あじわいキッチン
- Image nation

インターネットテレビ番組
- 溜池Now（GyaO）
- なんでもアリタっ!（goomo）

その他
- コラボ☆ラボ
- 新.親子で学ぼうサッカーアカデミー
- FISHING NOW2
- つんつべ♂

### 今までに関わった番組
日本テレビ系
- ウッチャン・ナンチャン with SHA.LA.LA.
- ウンナン世界征服宣言
- ろみひー（中京テレビ制作）
- 所的蛇足講座（福岡放送制作）
- ホットパンツ（福岡放送制作）
- 西田二郎の無添加ですよ!（読売テレビ制作）
- アフリカのツメ（読売テレビ制作）
- 抱きしめたいっ!（読売テレビ制作）
- 木曜日の丼（読売テレビ制作）
  - メンタルヌード
  - 芸能人口コミの店 えぇ処
  - マルバレ!
  - グッピー!!
- 都立水商!（DRAMA COMPLEX内）
- 嗚呼!花の料理人（読売テレビ制作）
  - 食ツウの星
- WWW（読売テレビ制作）
- 思い込みは一生の恥!クイズ本当にそれでいいんですね?（読売テレビ制作）
- SUPER SURPRISE・火曜サプライズ
- 音の素（読売テレビ制作）
- ミリオンの扉（読売テレビ制作）

TBS系
- 芸能社会
- 痛快!バツイチ・トリオ 女だけの便利屋事件簿
- 超コメディ60!（MBS制作）
- よゐこのわるぢえ
- ラブセン!
- 恋愛マスター
- ブーケをねらえ!
- フードバトルクラブ
- オオカミ少年
- ゲンセキ
- 10カラット
- スイッチ!
- キャプテン☆ドみの
- むちゃぶり!
- 神さまぁ〜ず
- さまぁ〜ず式
- タイノッチ
- ホリさまぁ〜ず
- クイズ☆タレント名鑑（パイロット版のみ）
- マルさまぁ〜ず
- さまぁ〜ずのヤリタ☆ガ〜リ〜

フジテレビ系
- 世にも奇妙な物語
- NIGHT HEAD
- 上品ドライバーシリーズ
- 寺内ヘンドリックス
- 完全人体張本
- ケンカの花道
- MAESTRO
- 征服王
- たほいや
- 古代エジプトパズル
- ラスタとんねるず'94
- 突撃!お笑い風林火山
- それが答えだ!
- 第4学区
- こたえてちょーだい!
- みのもんたのSOSシリーズ
- 走れ公務員!
- 温泉名物女将!湯の町事件簿
- 小悪魔な女になる方法（関西テレビ制作）
- 超VIP
- Dr.スランプアラレちゃんSP 〜うほほ〜い!帰ってきちったの巻〜

テレビ朝日系
- イグアナの娘
- TVのチカラ
- ギャグ輸入!月刊ヨシモト新喜劇（ABC制作）
- 芸人魂!ガチレース（ABC制作）
- さんま&槇原敬之の「世界に一つだけの歌」（ABC制作）

テレビ東京系
- ウッチャンナンチャンのコンビニエンス物語
- ASAYAN
- ハマラジャ
- ファイテンション☆デパート
- うぇぶたま3
- しょこ♥リータ
- バナナマンの神アプリ@

NHK
- 日本俳句紀行　他

その他
- Happy!Lohas
- レイスタイル